# Ilione rossica
Ilione rossica är en tvåvingeart som först beskrevs av Mayer 1953.  Ilione rossica ingår i släktet Ilione och familjen kärrflugor. Inga underarter finns listade i Catalogue of Life.